# Kyle Martino
Kyle Hunter Martino (Atlanta, 19 febbraio 1981) è un ex calciatore statunitense, di ruolo centrocampista.

## Biografia
Nato ad Atlanta, ha origini italiane.
Nel 2011 ha sposato l'attrice Eva Amurri, figlia dell'attrice Susan Sarandon e del regista italiano Franco Amurri. Dalla relazione tra Kyle ed Eva, terminata nel 2020 col divorzio, sono nati tre figli.

## Carriera

### Club
Ha militato nei Columbus Crew e nel LA Galaxy prima di ritirarsi nel 2008 a causa degli infortuni che hanno condizionato la sua carriera calcistica.

### Nazionale
Il 17 novembre 2002 ha esordito con gli Stati Uniti nell'amichevole vinta 2-0 contro El Salvador.
Pochi mesi dopo è stato inserito nella lista dei convocati per la Confederations Cup 2003.
Il 12 ottobre 2005 ha segnato la sua prima (e unica) rete per la selezione statunitense nel successo per 2-0 contro Panama.

## Statistiche

### Cronologia presenze e reti in nazionale
| Cronologia completa delle presenze e delle reti in nazionale ― Stati Uniti | Cronologia completa delle presenze e delle reti in nazionale ― Stati Uniti | Cronologia completa delle presenze e delle reti in nazionale ― Stati Uniti | Cronologia completa delle presenze e delle reti in nazionale ― Stati Uniti | Cronologia completa delle presenze e delle reti in nazionale ― Stati Uniti | Cronologia completa delle presenze e delle reti in nazionale ― Stati Uniti | Cronologia completa delle presenze e delle reti in nazionale ― Stati Uniti | Cronologia completa delle presenze e delle reti in nazionale ― Stati Uniti |
| Data                                                                       | Città                                                                      | In casa                                                                    | Risultato                                                                  | Ospiti                                                                     | Competizione                                                               | Reti                                                                       | Note                                                                       |
| -------------------------------------------------------------------------- | -------------------------------------------------------------------------- | -------------------------------------------------------------------------- | -------------------------------------------------------------------------- | -------------------------------------------------------------------------- | -------------------------------------------------------------------------- | -------------------------------------------------------------------------- | -------------------------------------------------------------------------- |
| 17-11-2002                                                                 | Washington                                                                 | Stati Uniti                                                                | 2 – 0                                                                      | El Salvador                                                                | Amichevole                                                                 | -                                                                          | 76’                                                                        |
| 8-6-2003                                                                   | Richmond                                                                   | Stati Uniti                                                                | 2 – 1                                                                      | Nuova Zelanda                                                              | Amichevole                                                                 | -                                                                          | 67’                                                                        |
| 23-6-2003                                                                  | Lione                                                                      | Stati Uniti                                                                | 0 – 0                                                                      | Camerun                                                                    | Conf. Cup 2003 - 1º turno                                                  | -                                                                          | 55’                                                                        |
| 9-3-2005                                                                   | Los Angeles                                                                | Stati Uniti                                                                | 3 – 0                                                                      | Colombia                                                                   | Amichevole                                                                 | -                                                                          | 83’                                                                        |
| 19-3-2005                                                                  | Albuquerque                                                                | Stati Uniti                                                                | 1 – 0                                                                      | Honduras                                                                   | Amichevole                                                                 | -                                                                          | 63’                                                                        |
| 8-10-2005                                                                  | San Juan de Tibás                                                          | Costa Rica                                                                 | 3 – 0                                                                      | Stati Uniti                                                                | Qual. Mondiali 2006                                                        | -                                                                          | 75’                                                                        |
| 12-10-2005                                                                 | Washington                                                                 | Stati Uniti                                                                | 2 – 0                                                                      | Panama                                                                     | Qual. Mondiali 2006                                                        | 1                                                                          | 67’                                                                        |
| 19-2-2006                                                                  | Frisco                                                                     | Stati Uniti                                                                | 4 – 0                                                                      | Guatemala                                                                  | Amichevole                                                                 | -                                                                          | 80’                                                                        |
| Totale                                                                     |                                                                            | Presenze                                                                   | 8                                                                          |                                                                            | Reti                                                                       | 1                                                                          |                                                                            |